# Neues Deutschland

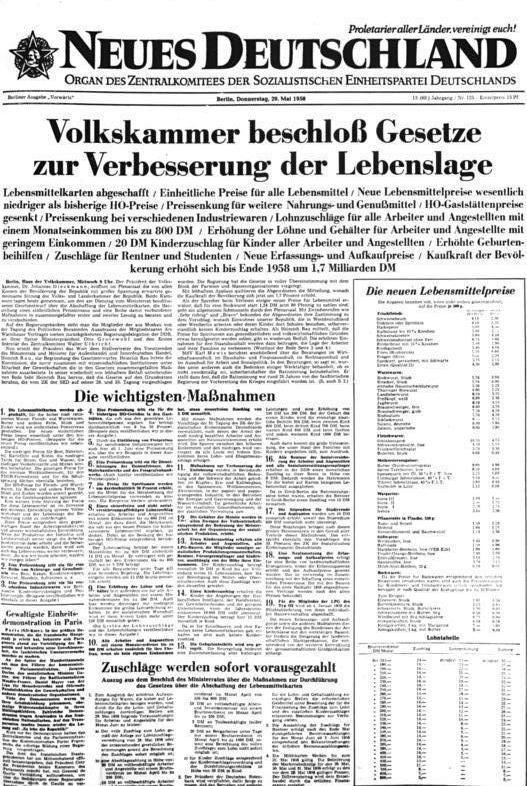
Titulní strana vydání z roku 1958

Neues Deutschland (česky Nové Německo) je německý levicový deník. Noviny začaly vycházet v dubnu 1946 jako orgán Ústředního výboru Sjednocené socialistické strany Německa. Během éry Německé demokratické republiky se jednalo o nejvýznamnější noviny v zemi. Po politických změnách roku 1989 Neues Deutschland vydávala prostřednictvím soukromého nakladatelství Strana demokratického socialismu. V současnosti jsou noviny vydávány soukromou společností. Neues Deutschland má silnou pozici na trhu v tzv. nových spolkových zemích (bývalé NDR), v západních spolkových zemích je jeho prodej minimální. Vychází šestkrát týdně v Berlíně, denní náklad činí 45 000 výtisků, počet pravidelných čtenářů je odhadován na 150 000.